# فردریش سیفرت
فردریش آلفرد سیفرت (زاده ۸ مه ۱۹۴۱) یک کانی‌شناس و ژئوفیزیکدان آلمانی است. وی مدیر و بنیانگذار Bayoinis Geoinstitut در دانشگاه بایرت است. یک ماده معدنی سیلیکات به نام Seifertite نیز دارد.

## زندگی
سیفرت در سال ۱۹۴۱ در درسدن آلمان متولد شد. وی در دانشگاه کیل و دانشگاه زوریخ به تحصیل کانی‌شناسی پرداخت و درجه دکترا را در سال ۱۹۶۶ از دانشگاه زوریخ به دلیل کار در زمینه دگرگونی سنگ در دما و فشارهای بالا دریافت کرد.

## حرفه
سیفرت به دلیل کار پس از دکترا، به دانشگاه رور بوخوم نقل مکان کرد. در سال ۱۹۷۲، او استاد دانشگاه بوخوم شد. سپس در آزمایشگاه ژئوفیزیکی کارنگی در واشینگتن دی سی مشغول شد و در آنجا از طیف‌بینی موسباور را برای مطالعه سینتیک تشکیل سنگها و مواد معدنی استفاده کرد. وی پس از بازگشت به آلمان در سال ۱۹۷۴، سمت استادی را در دانشگاه کیل به عهده گرفت.